# 亚太羽藓
亚太羽藓（学名：Thuidium plumulosum）为羽藓科羽藓属下的一个种。